# Grijskopgans
De grijskopgans (Chloephaga poliocephala) is een vogel uit de familie Anatidae. De wetenschappelijke naam van de soort is voor het eerst geldig gepubliceerd in 1857 door Sclater.

## Kenmerken
Deze vogel heeft een grijze kop en een bruinrode hals. De bovenzijde is bruin en de onderzijde wit. De flanken zijn zwart-wit gestreept.

## Voorkomen
De soort komt voor in de Zuidkegel van Zuid-Amerika, met name in Chili en Argentinië.

## Beschermingsstatus
Op de Rode Lijst van de IUCN heeft de soort de status niet bedreigd.